# Littledalea
Littledalea es un género de plantas herbáceas perteneciente a la familia de las poáceas. Es originario de Asia central. Es el único género de la tribu Littledaleae.

## Taxonomía
El género fue descrito por  William Botting Hemsley y publicado en Hooker's Icones Plantarum 25: , pl. 2472. 1896.

## Especies
- Littledalea alaica
- Littledalea przevalskyi
- Littledalea racemosa
- Littledalea tibetica